# Mami Yamaguchi
Mami Yamaguchi (山口 麻美, Yamaguchi Mami), née le 13 août 1986, est une joueuse internationale de football japonaise.

## Biographie
Mami Yamaguchi joue au football pendant ses études aux États-Unis au Seminoles de Florida State, l'équipe de l'Université d'État de Floride. En 2007, elle remporte le Trophée Hermann qui est attribué à la meilleure joueuse universitaire. 
Après un retour au Japon, où elle joue deux saisons avec le NTV Beleza, elle s'engage en 2008 avec le club suédois d'Umeå IK, à cette époque un des meilleurs club féminin d'Europe. Elle remporte le doublé supercoupe-championnat et participe également à la finale de la Ligue des Champions féminine 2008.
Après deux saisons en Suède, elle retourne aux États-Unis puis au Japon au NTV Beleza qui termine champion du Japon en 2010. Elle ne jouera que 6 matchs au total avec 3 buts marqués.
En 2011, elle retourne en Suède et s'engage pour une saison avec Hammarby Fotboll mais ne pourra empêcher la relégation du club en deuxième division. Après un retour au Japon, elle revient aux États-Unis et s'engage en 2019 dans un club de National Premier Soccer League, AFC Ann Arbor.
En 2016, son club formateur ,Seminoles de Florida State, retire son maillot. Ce sera la première joueuse à avoir cet honneur.
Le 28 juillet 2007, elle fait ses débuts dans l'équipe nationale japonaise contre les États-Unis. Elle compte 18 sélections et 8 buts en équipe nationale du Japon de 2007 à 2011.

## Statistiques
Le tableau ci-dessous présente les statistiques de Mami Yamaguchi en équipe nationale
| Équipe du Japon | Équipe du Japon | Équipe du Japon |
| Année           | Matchs          | Buts            |
| --------------- | --------------- | --------------- |
| 2007            | 1               | 0               |
| 2008            | 0               | 0               |
| 2009            | 1               | 1               |
| 2010            | 14              | 5               |
| 2011            | 2               | 2               |
| Total           | 18              | 8               |

## Palmarès
- Troisième de la Coupe d'Asie 2010
- Championnat de Suède :
  - Championne : 2008
- Supercoupe de Suède :
  - Vainqueur : 2008
- Ligue des champions :
  - Finaliste : 2008